# SUPER SONIC DANCE
『SUPER SONIC DANCE』（スーパーソニックダンス）は、moveの11枚目のシングル。

## 概要

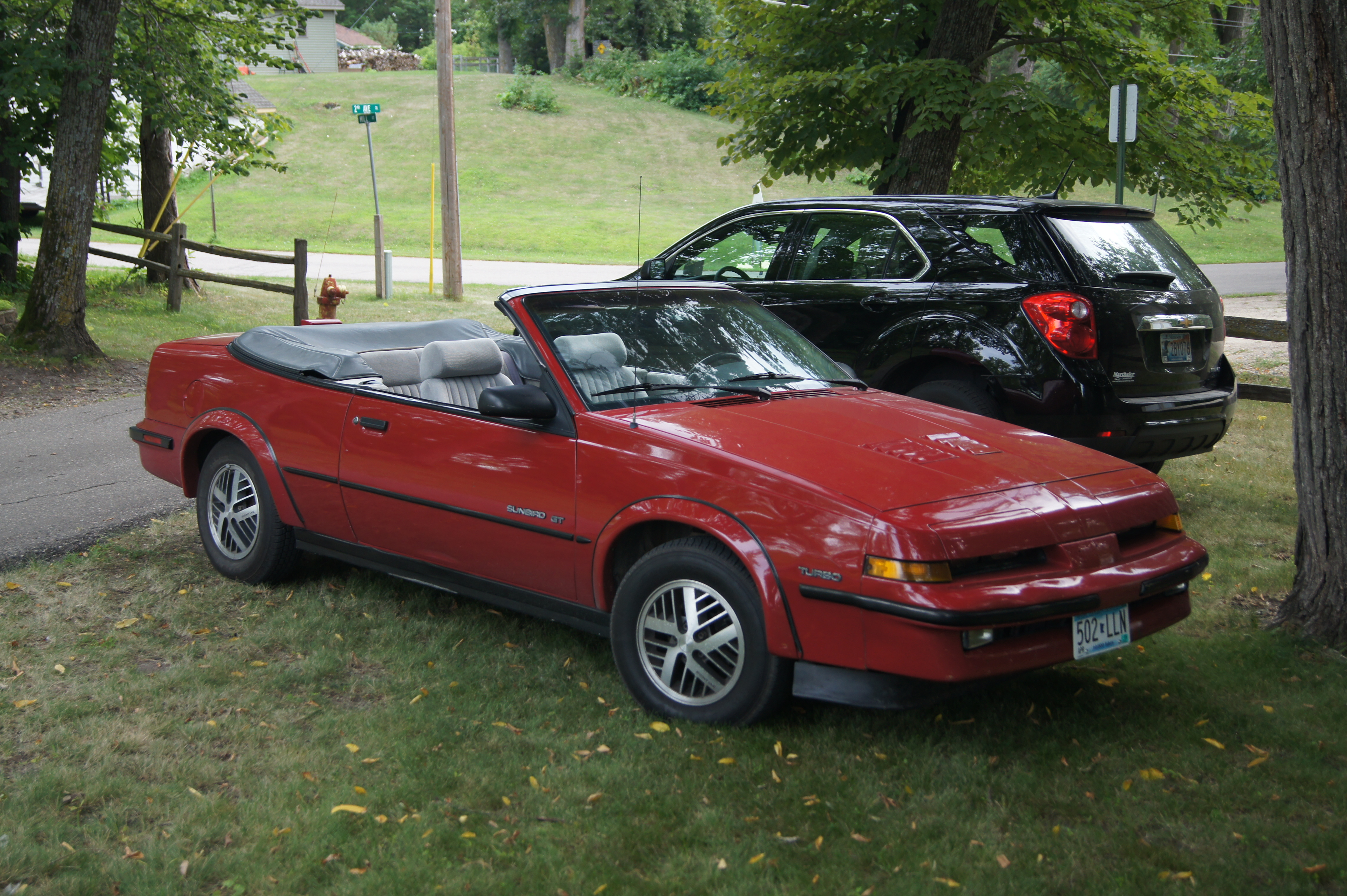
PVに登場したものと同型のポンティアック・サンバード。

- PVでは、普通自動車免許を持たないはずのt-kimuraがオープンカー(ポンティアック・サンバード)を運転している。（もちろん演出であり、違法性はない。）
- PVにはmotsuが撮影した別バージョンが存在し、何故か牛が映っている。
- 前作のユーロ調とは取って代わってポップ色を強くし、爽やかに作り上げた曲。この曲で従来のアングラなmoveのイメージを一掃した。

## 収録曲
1. SUPER SONIC DANCE
  - 作詞：motsu 作曲：t-kimura
  - テレビ東京系「スキヤキ!!ロンドンブーツ大作戦」エンディングテーマソング
2. RIDE ON THE WAVE(t-kimura RAVE TRANCENTRAL MIX)
  - 作詞：motsu 作曲・編曲：t-kimura
3. stay with me..(t-kimura CLUB MIX)
  - 作詞：motsu 作曲・編曲：t-kimura
4. SUPER SONIC DANCE(TV MIX)
5. stay with me..(t-kimura CLUB MIX/INSTRUMENTAL)